# Slag bij Monmouth
De Slag bij Monmouth was een treffen tijdens de Amerikaanse Onafhankelijkheidsoorlog dat plaatsvond nabij het toenmalige Monmouth (New Jersey) op 28 juni 1778. Er was geen duidelijke overwinnaar. Het Continentaal Leger onder leiding van George Washington bracht weliswaar een nederlaag toe aan de achterhoede van de Britse troepen van Henry Clinton, toen die zich terugtrokken uit Monmouth Court House. De Britse commandant van de achterhoede, Charles Cornwallis, slaagde echter erin de hoofdmacht te beschermen tegen verdere Amerikaanse aanvallen, tot de duisternis een eind maakte aan de gevechten. Daarna lukte het de Britten om New York te bereiken. Voor het leger van Washington was het de eerste keer dat ze erin slaagden hun tegenstander tot stilstand te brengen, nadat deze eerst het initiatief had gehad. De effectiviteit van het Continentale Leger was gegroeid na een verblijf van zes maanden in Valley Forge waar ze gedrild werden door officieren als generaal Friedrich Wilhelm von Steuben en Marquis de Lafayette.
De slag was het laatste grote treffen op het noordelijke strijdtoneel en de grootste eendaagse veldslag van de Amerikaanse Onafhankelijkheidsoorlog, gemeten aan het aantal betrokken soldaten (meer dan 20.000). De troepen bestreden niet alleen elkaar maar ook de hitte. Een groot deel van de dag was het rond 38 °C. Beide partijen verloren bijna evenveel man aan zonnesteek als aan de vijand.

## Achtergrond
In 1777 hadden de Britse troepen Philadelphia ingenomen. In mei 1778 kreeg de Britse opperbevelhebber in Noord-Amerika, Generaal Sir Henry Clinton, opdracht Philadelphia te verlaten en zijn troepen te concentreren op de Britse hoofdbasis in New York omdat Frankrijk zich aan Amerikaanse zijde in de oorlog had gemengd. Omdat Clinton een aantal eenheden moest verplaatsen naar West-Florida en de West-Indische eilanden, hield hij te weinig troepen over om de bezetting van Philadelphia voort te zetten. Een Franse vloot onder d'Estaing had in april 1778 Toulon verlaten met de bedoeling contact te maken met Amerikaanse troepen. Dat vormde een bedreiging voor de troepen van Clinton zolang ze niet de veiligheid van New York hadden bereikt. De voorraden en zwaar materieel van de Britten zouden per schip, onder escorte van de Royal Navy, naar New York gebracht worden. Wegens een tekort aan schepen moest de hoofdmacht van het leger over land door New Jersey naar New York trekken.
Op 18 juni begonnen de Britten aan de 160 km lange tocht vanuit Philadelphia naar het noordoosten. Hun leger bestond uit 11.000 gewone Britse en Duitse soldaten, een duizendtal Amerikaanse loyalisten en een 19 km. lange bagagestoet. De Amerikanen trachtten hun voortgang te vertragen met wegversperringen en het vernielen van bruggen en waterputten.

## Inleiding tot het gevecht
Generaal-majoor Charles Lee, de 2e bevelhebber van Washington, wilde de ontwikkelingen afwachten omdat hij niet zeker was van de kracht van de Amerikaanse troepen tegenover de Britse. Washington echter dacht dat de lange Britse colonne kwetsbaar was terwijl deze door New Jersey voorttrok en begon ze vanuit Valley Forge te achtervolgen. Nog onzeker op welke wijze de Britse trein aangevallen moest worden, hield hij krijgsberaad. Men bleek verdeeld. Een kleine groep officieren waaronder Generaal Anthony Wayne was voorstander van een beperkte aanval op de langgerekte colonne terwijl deze onderweg was. Lee was voorzichtiger en adviseerde kleine aanvallen door licht bewapende groepen. Op 26 juni 1778 besloot Washington 4000 manschappen vooruit te zenden om de Britse achterhoede aan te vallen, terwijl ze Monmouth Court House verlieten. Bedoeling was om de Britse aftocht te vertragen, totdat de Amerikaanse hoofdmacht gevechtsklaar was.

## 28 juni
De voorhoede werd opgeschaald tot 5000 man en onder bevel van Lee geplaatst. De aanval op de Britse achterhoede onder generaal Charles Cornwallis was slecht georganiseerd en niet krachtig genoeg. Na een gevecht van een paar uur voerden enkele Amerikaanse brigades een tactische terugtrekking uit. Na een tegenaanval van de Britse achterhoede beval Lee de aftocht die snel een wanordelijke vlucht werd.
Washington, inmiddels met de hoofdmacht op weg naar het strijdtoneel, ontmoette Lee en zijn vluchtende troepen. Lee werd door hem van zijn bevel ontheven en naar de achterhoede gestuurd. Hij verzamelde de troepen van Lee en liet hen de Britse achtervolging vertragen zodat de hoofdgroep posities kon innemen achter het West Ravine langs de weg tussen Monmouth en Freehold. Washington en Greene met hun divisies aan de rechterkant, de divisie van Generaal-majoor Stirling ter linkerzijde en het grootste deel van Lee's troepen, nu onder Lafayette, in reservepositie. Op beide flanken werd artillerie geplaatst. Voor de linies van Washington had Wayne het commando over een ander deel van Lee's troepen.

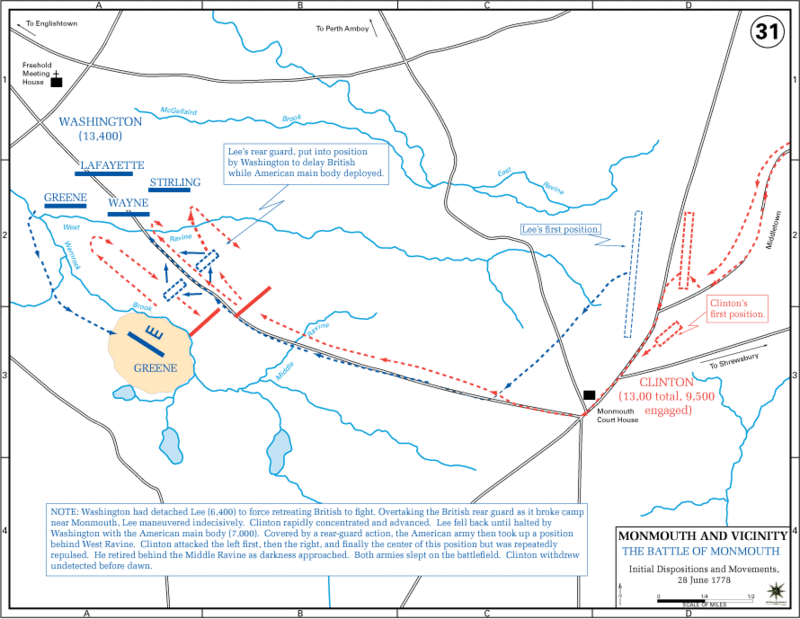
Plattegrond troepenbewegingen

De Britten vielen de linkervleugel van Stirling aan. Het gevecht ging een uur lang heen en weer tot drie Amerikaanse regimenten door de bossen werden gestuurd voor een aanval op de Britse rechterflank. Dit had succes en de Britten moesten terug om te hergroeperen.
Cornwallis op de Britse linkerflank leidde persoonlijk een zware aanval tegen Greene op de rechterflank met zijn Britse en Hessische grenadiers en lichte infanterie. Dit werd beantwoord met zwaar geschut van vier 6-ponds kanonnen op Combs Hill, alsmede aanvallen van Greene's regiment. Vijf hoge Britse officieren en veel manschappen werden in korte tijd gedood of gewond door zwaar vuur.
Tijdens de vruchteloze aanval van Cornwallis viel een andere Britse groep de voorste posities van Wayne aan. Na drie keer door Wayne te zijn afgeslagen lukte een vierde aanval en moest Wayne met zijn mannen terug naar de Amerikaanse hoofdgroep. Hierna ondernamen de Britten geen verdere aanvalspoging al bleef men elkaar beschieten tot 18:00. Rond die tijd vielen de Britten terug op een sterke positie ten oosten van het ravijn waarna de duisternis de gevechten tot een einde bracht.
Na een rustperiode hernamen de Britten in de nacht hun mars naar het noordoosten. De volgende dag wilde Washington het gevecht voortzetten maar merkte dat de Britten vertrokken waren. Deze kwamen op 30 juni zonder verdere confrontaties bij Sandy Hook aan. Vandaar werden zij door de Royal Navy naar Manhattan overgezet.
De Slag bij Monmouth eindigde min of meer onbeslist. De Amerikanen behielden hun grondgebied. De Britten slaagden erin hun legers en voorraden naar New York te krijgen. De officiële Britse verliescijfers meldden 65 gevechtsdoden, 59 doden door "vermoeidheid", 170 gewonden en 64 vermisten. De Amerikaanse cijfers geven 69 doden (waarvan 37 door de hitte), 161 gewonden en 132 vermisten. Andere schattingen noemen echter rond 1.100 Britse en 500 Amerikaanse verliezen.

## Nasleep
De Franse vloot onder D'Estaing was net te laat om de Britten bij Sandy Hook af te snijden. Plannen om New York aan te vallen gingen niet door zodat het de belangrijkste Engelse basis bleef tot 1783. Monmouth was de laatste grote slag op het noordelijk toneel en de grootste eendaagse slag van de Burgeroorlog, gemeten in aantallen militairen. Lee werd veroordeeld voor zijn falen en voor een jaar uit functie gezet. Hij voerde nooit meer het bevel en overleed in 1782.
Het slagveld van Monmouth is een van de best bewaarde van de Onafhankelijkheidsoorlog. Jaarlijks wordt er in het laatste weekend van juni de slag nagespeeld. In Freehold Borough, New Jersey bewaart de historische vereniging een verzameling documenten, persoonlijke verslagen, dagboeken, brieven en divers gedrukt materiaal.

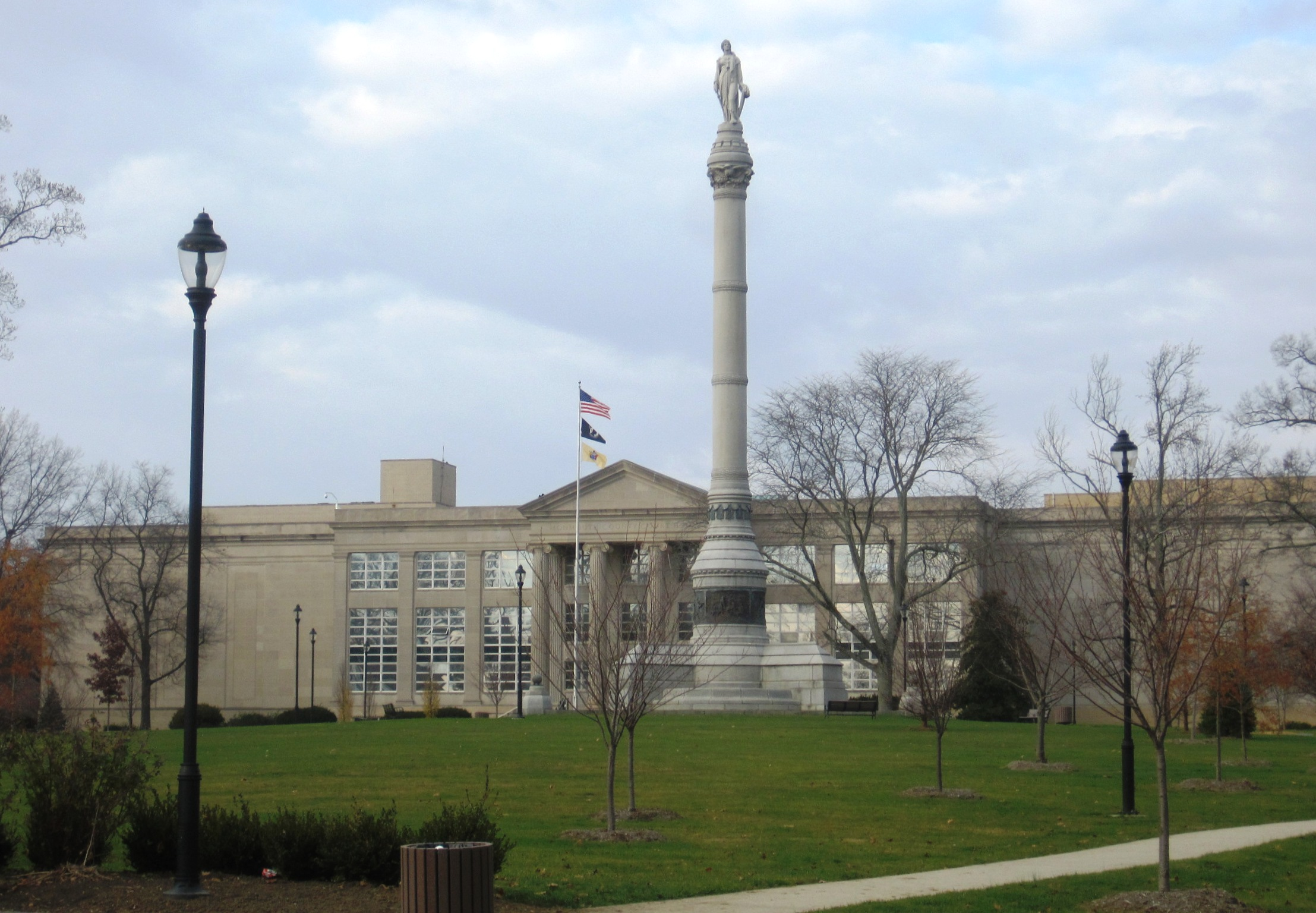
Herdenkingsmonument voor het Monmouth County Courthouse in Freehold, NJ